# Christophe Geffroy
Pour les articles homonymes, voir Geffroy.
Christophe Geffroy, né le 14 janvier 1959, est un journaliste et écrivain français, fondateur en 1990 du magazine mensuel catholique traditionaliste La Nef dont il est depuis lors le directeur.

## Biographie
Il est diplômé de l'École nationale supérieure de mécanique à Nantes et de l'Institut d'études politiques de Paris. Ses thèmes de prédilection sont tout ce qui touche à la vie de l’Église et à l'histoire des idées, tout particulièrement dans le domaine politique.
Il est intervenu à plusieurs reprises dans le débat concernant la levée de l'excommunication des évêques lefebvristes, notamment sur la chaîne catholique KTO ou au cours de l'émission de Frédéric Taddeï Ce soir (ou jamais !).
Dans le cadre de La Nef, il défend une position qui est celle de la doctrine sociale de l'Église, opposée à la fois au socialisme et au libéralisme. Sur le libéralisme, il a codirigé avec Falk van Gaver une enquête publiée dans La Nef et qui a donné lieu à un livre avec des parties inédites édité chez Pierre-Guillaume de Roux : Faut-il se libérer du libéralisme ? (décembre 2015).

## Œuvres
- Enquête sur la messe traditionnelle (préf. du cardinal Alfons Maria Stickler) (Essai), La Nef, coll. « Hors-série / 6 », juin 1998, 432 p. (EAN 2650007660639, lire en ligne), en collaboration avec Philippe Maxence.
- Au fil des mois, La Nef, 2000, 290 p.
- Portraits littéraires de notre temps (dir.), La Nef, 2005, 256 p.
- Jean-Paul II, les clés du pontificat, La Nef, 2005, 220 p., en collaboration avec Yves Chiron et Luc Perrin
- Oser agir chrétien – un regard de rébellion, ouvrage collectif sous la direction de Gwen Garnier-Duguy, éditions La Nef, 2008 ; sa contribution s'intitule « Espérance spirituelle, espérance temporelle ».
- Benoît XVI et la « paix liturgique », éditions du Cerf, 2008.
- L'islam, un danger pour l'Europe ? Enquête (direction, avec Annie Laurent), La Nef, 2009.
- Benoît XVI. Le pontificat de la joie » (Dir.), préface du cardinal Philippe Barbarin, Artège, 2013.
- Christophe Geffroy (dir.), Découvrir Vatican II, La Nef, coll. « Hors-série / 28 », 15 juin 2013, 170 p. (ISBN 978-2-916343-18-1)
- Rome-Ecône : l'accord impossible ?, Artège, 2013.
- Faut-il se libérer du libéralisme ? (direction, avec Falk van Gaver), Pierre-Guillaume de Roux, 2016.